# Rietzanger
De rietzanger (Acrocephalus schoenobaenus) is een zangvogel uit de familie Acrocephalidae (rietzangers).

## Kenmerken
Het verenkleed van deze 12,5 cm lange trekvogel heeft een grijsbruine bovenzijde met donkerbruine vlekken en strepen. De poten zijn bruin, de keel en kin zijn wit. De onderzijde, de flanken en de stuit zijn geelbruin. De wenkbrauwstreep is lichtgeel tot wit.

## Leefwijze
Het voedsel bestaat uit insecten, larven en eieren.

## Voortplanting

### Territoriumgedrag
Mannelijke rietzangers bezetten na aankomst in het broedgebied een territorium. Hierbij geldt dat vroeg aangekomen individuen de kwalitatief betere territoria bemachtigen. Territoriale mannetjes vestigen de aandacht op zich door zang en baltsvluchten.
De vrouwtjes kiezen een partner op basis van verschillende afwegingen, waaronder zangrepertoire, baltsgedrag en de kwaliteit van het territorium. Zodra een vrouwtje zich aan een mannetje heeft gebonden, wordt deze door het mannetje gevolgd totdat zij een compleet legsel heeft. Een deel van de mannen vestigt vervolgens een nieuw territorium om opnieuw een vrouwtje aan zich te binden. Het nieuwe territorium wordt veelal niet ver van het oorspronkelijke gevestigd. De mannen houden daarbij het broedverloop in het 1e territorium in de gaten, en helpen bij het voeren van de jongen zodra de eieren zijn uitkomen.

### Legsel
Het legsel bestaat uit vijf tot zes witte tot grijsgroene eieren met bruine vlekjes.

## Verspreiding en leefgebied
Rietzangers komen tijdens het broedseizoen in vrijwel geheel Europa voor, met uitzondering van Ierland, Noord-Frankrijk en Scandinavië.
Het habitat bestaat uit rietvelden en -landen met moerasplanten, soms ook in struikgewas.

## Status in Nederland en Vlaanderen
Volgens SOVON steeg in de periode 1990-2020 het aantal broedende rietzangers in Nederland met meer dan 5% per jaar. Dit gebeurde na een grote inzinking in de periode 1965-1985. In de periode 2018-2020 broedden er ongeveer 33.000-41.000 paar. Vooral in West-Nederland verbeterde de stand van de rietzanger. In Zuid- en Oost-Nederland en het binnenland van Vlaanderen is de vogel na de inzinking van 1965-1985 nog nauwelijks teruggekeerd. De rietzanger is in 2004 op de Vlaamse Rode Lijst als bedreigd gezet, maar komt nog wel in redelijk aantal voor in de kustpolders. Het totaal aantal broedparen in Vlaanderen wordt in de periode 2013-2018 geschat op 2600-5500. De soort staat als niet bedreigd op de internationale Rode Lijst van de IUCN, de omvang van de wereldpopulatie is in 2015 geschat op 12-22 miljoen volwassen vogels.

## Afbeeldingen

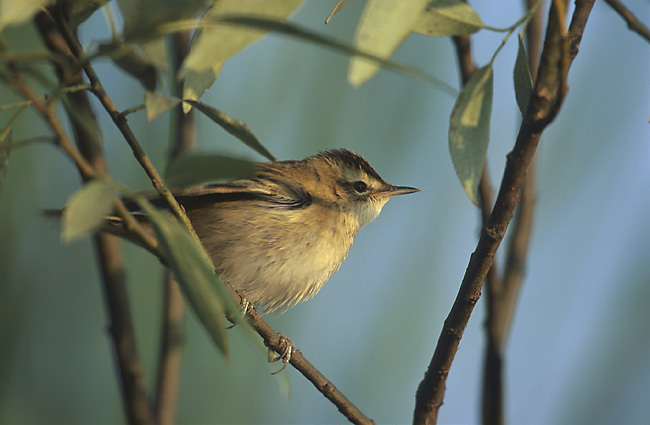
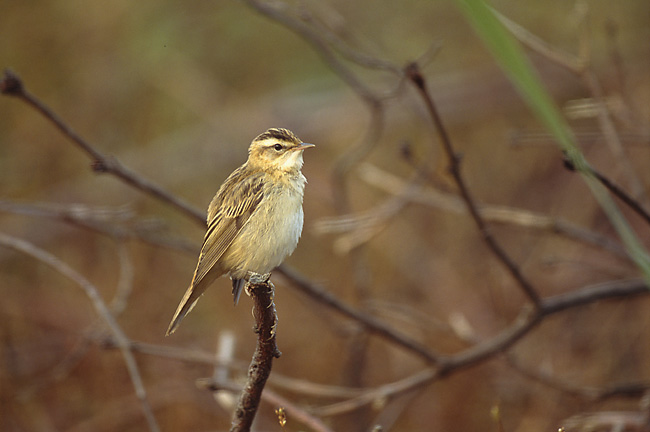

## Video
- Zingende rietzanger